# Sjuttonde centralkommittén i Kinas kommunistiska parti
Den sjuttonde centralkommittén i Kinas kommunistiska parti valdes på Kinas kommunistiska partis sjuttonde kongress i oktober 2007 och hade en mandatperiod fram till partikongressen 2012, då den ersattes av den artonde centralkommittén i Kinas kommunistiska parti.
Den sjuttonde centralkommittén valde den sjuttonde politbyrån i Kinas kommunistiska parti.

## Ledamöter
Efter släktnamnets streckordning:
1. Yu Youjun (于幼军)
2. Wei Liucheng (卫留成)
3. Xi Jinping (習近平)
4. Ma Wen (马馼), kvinna.
5. Ma Kai (馬凱)
6. Ma Xiaotian (马晓天)
7. Wang Gang (王刚)
8. Wang Jun (王君)
9. Wang Min (王珉)
10. Wang Chen (王晨)
11. Wang Yi (王毅)
12. Wang Wanbin (王万宾)
13. Wang Taihua (王太华)
14. Wang Zhengwei (王正伟), Hui
15. Wang Dongming (王东明)
16. Wang Lequan (王乐泉)
17. Wang Zhaoguo (王兆国)
18. Wang Xudong (王旭东)
19. Wang Qishan (王岐山)
20. Wang Huning (王沪宁)
21. Wang Guosheng (王国生) Folkets befrielsearmé
22. Wang Jinshan (王金山)
23. Wang Shengjun (王胜俊)
24. Wang Jiarui (王家瑞)
25. Wang Hongju (王鸿举)
26. Wang Xibin (王喜斌)
27. Uyunqimg (乌云其木格), kv. Mongol
28. Yin Weimin (尹蔚民)
29. Deng Nan (邓楠), kv.
30. Deng Changyou (邓昌友)
31. Ashat Kerimbay (艾斯海提·克里木拜), Kasakh
32. Shi Zongyuan (石宗源), hui
33. Lu Zhangong (卢展工)
34. Tian Chengping (田成平)
35. Tian Xiusi (田修思)
36. Bai Lichen (白立忱), hui
37. Bai Zhijian (白志健)
38. Bai Enpei (白恩培)
39. Bai Jingfu (白景富)
40. Ling Jihua (令计划)
41. Ismail Tiliwaldi (司马义·铁力瓦尔地), uigur
42. Ji Bingxuan (吉炳轩)
43. Lekchog (列确), tibetan
44. Lü Zushan (吕祖善)
45. Hui Liangyu (回良玉), hui
46. Zhu Zhixin (朱之鑫)
47. Zhu Weiqun (朱维群)
48. Hua Jianmin (华建敏)
49. Jampa Phuntsok (向巴平措), tibetan
50. Liu Jing (刘京)
51. Liu Qi (刘淇)
52. Liu Peng (刘鹏)
53. Liu Yuan (刘源)
54. Liu Yunshan (刘云山)
55. Liu Dongdong (刘冬冬)
56. Liu Yongzhi (刘永治)
57. Liu Chengjun (刘成军)
58. Liu Yandong (劉延東), kv.
59. Liu Zhijun (刘志军)
60. Liu Qibao (刘奇葆)
61. Liu Mingkang (刘明康)
62. Liu Xiaojiang (刘晓江)
63. Liu Jiayi (刘家义)
64. Xu Qiliang (许其亮)
65. Sun Dafa (孙大发)
66. Sun Zhongtong (孙忠同)
67. Sun Chunlan (孙春兰), kv.
68. Sun Zhengcai (孙政才)
69. Sun Xiaoqun (孙晓群)
70. Su Rong (苏荣)
71. Du Qinglin (杜青林)
72. Li Bin (李斌), kv.
73. Li Changcai (李长才)
74. Li Changjiang (李长江)
75. Li Changchun (李長春)
76. Li Congjun (李从军)
77. Li Shiming (李世明)
78. Li Chengyu (李成玉), hui
79. Li Zhaozhuo (李兆焯), Zhuang
80. Li Keqiang (李克強)
81. Li Xueju (李学举）
82. Li Xueyong (李学勇)
83. Li Jianguo (李建国)
84. Li Rongrong (李荣融)
85. Li Haifeng (李海峰), f.
86. Li Jinai (李继耐)
87. Li Shenglin (李盛霖)
88. Li Jingtian (李景田), manchu
89. Li Yuanchao (李源潮)
90. Li Yizhong (李毅中)
91. Yang Jing (杨晶), mongol
92. Yang Yuanyuan (杨元元)
93. Yang Chuantang (杨传堂)
94. Yang Yanyin (杨衍银), kv.
95. Yang Jiechi (楊潔篪)
96. Yang Chonghui (杨崇汇)
97. Xiao Jie (肖捷)
98. Wu Shuangzhan (吴双战)
99. Wu Bangguo (吳邦國)
100. Wu Shengli (吴胜利)
101. Wu Aiying (吳愛英), kv.
102. Wu Xinxiong (吴新雄)
103. He Yong (何勇)
104. Wang Yang (汪洋)
105. Shen Yueyue (沈跃跃), kv.
106. Song Xiuyan (宋秀岩), kv.
107. Chi Wanchun (迟万春)
108. Zhang Ping (张平)
109. Zhang Yang (张阳)
110. Zhang Youxia (张又侠)
111. Zhang Yunchuan (张云川)
112. Zhang Wenyue (张文岳)
113. Zhang Yutai (张玉台)
114. Zhang Zuoji (张左己)
115. Zhang Qingwei (张庆伟)
116. Zhang Qingli (张庆黎)
117. Zhang Baoshun (张宝顺)
118. Zhang Chunxian (张春贤)
119. Zhang Gaoli (张高丽)
120. Zhang Haiyang (张海阳)
121. Zhang Dejiang (張德江)
122. Lu Bing (陆兵), zhuang
123. Lu Hao (陆浩)
124. Abdul'ahat Abdulrixit (阿不来提·阿不都热西提), uigur
125. Chen Lei (陈雷)
126. Chen Zhili (陈至立), kv.
127. Chen Guoling (陈国令)
128. Chen Jianguo (陈建国)
129. Chen Kuiyuan (陈奎元)
130. Chen Bingde (陈炳德)
131. Fan Changlong (范长龙)
132. Lin Shusen (林树森)
133. Shang Fulin (尚福林)
134. Luo Baoming (罗保铭)
135. Luo Qingquan (罗清泉)
136. Zhou Ji (周濟)
137. Zhou Qiang (周强)
138. Zhou Xiaochuan (周小川)
139. Zhou Shengxian (周生贤)
140. Zhou Yongkang (周永康)
141. Zhou Bohua (周伯华)
142. Fang Fenghui (房峰辉)
143. Meng Xuenong (孟學農)
144. Meng Jianzhu (孟建柱)
145. Zhao Leji (趙樂際)
146. Zhao Keshi (趙克石)
147. Zhao Hongzhu (趙洪祝)
148. Hu Chunhua (胡春華)
149. Hu Jintao (胡錦濤)
150. Liu Binjie (柳斌杰)
151. Yu Zhengsheng (俞正声)
152. Jiang Daming (姜大明)
153. Jiang Weixin (姜伟新)
154. Jiang Yikang (姜异康)
155. He Guoqiang (賀國強)
156. Qin Guangrong (秦光荣)
157. Yuan Chunqing (袁纯清)
158. Geng Huichang (耿惠昌)
159. Nie Weiguo (聂卫国)
160. Jia Qinglin (賈慶林)
161. Jia Zhibang (贾治邦)
162. Qian Yunlu (钱运录)
163. Xu Caihou (徐才厚)
164. Xu Guangchun (徐光春)
165. Xu Shousheng (徐守盛)
166. Xu Shaoshi (徐绍史)
167. Gao Qiang (高强)
168. Guo Boxiong (郭伯雄)
169. Guo Jinlong (郭金龙)
170. Guo Gengmao (郭庚茂)
171. Huang Xiaojing (黄小晶)
172. Huang Huahua (黄华华)
173. Huang Qingyi (黄晴宜), kv.
174. Huang Xianzhong (黄献中)
175. Cao Jianming (曹建明)
176. Sheng Guangzu (盛光祖)
177. Chang Wanquan (常万全)
178. Fu Tinggui (符廷贵)
179. Kang Rixin (康日新)
180. Zhang Qinsheng (章沁生)
181. Liang Guanglie (梁光烈)
182. Liang Baohua (梁保华)
183. Peng Xiaofeng (彭小枫)
184. Peng Qinghua (彭清华)
185. Ge Zhenfeng (葛振峰)
186. Dong Guishan (董贵山)
187. Jiang Jufeng (蒋巨峰)
188. Han Zheng (韓正)
189. Han Changfu (韩长赋)
190. Yu Linxiang (喻林祥)
191. Chu Bo (储波)
192. Tong Shiping (童世平)
193. Wen Jiabao (温家宝)
194. Xie Xuren (谢旭人)
195. Qiang Wei (强卫)
196. Lu Yongxiang (路甬祥)
197. Jing Zhiyuan (靖志远)
198. Cai Wu (蔡武)
199. Liao Hui (廖晖)
200. Liao Xilong (廖锡龙)
201. Bo Xilai (薄熙來)
202. Dai Bingguo (戴秉国), tujia
203. Dai Xianglong (戴相龙)
204. Wei Liqun (魏礼群)